# Dignano
Dignano (friülà Dignan) és un municipi italià, dins de la província d'Udine. L'any 2007 tenia 2.415 habitants. Limita amb els municipis de Coseano, Flaibano, Rive d'Arcano, San Daniele del Friuli, San Giorgio della Richinvelda (PN) i Spilimbergo (PN).

## Administració
| Període | Identitat              | Partit        |
| ------- | ---------------------- | ------------- |
| 2004-   | Giambattista Turridano | Llista cívica |

## Personatges il·lustres
- Jacopo Pirona, escriptor i gramàtic.